# Igor Turcin
Igor Viacesloavovici Turcin (rusă Игорь Вячеславович Турчин, n. 13 mai 1982, Saratov, RSFS Rusă, URSS) este un scrimer rus specializat pe spadă, campion mondial pe echipe în 2003.
A participat la Jocurile Olimpice de vară din 2004. La proba individuală s-a clasat pe locul 15, fiind eliminat în al doilea tur de conaționalul Pavel Kolobkov. La proba de echipe, Rusia a ajuns în semifinală, unde a fost învinsă de Ungaria. A pierdut „finala mică” cu Germania și s-a întors fără medalie.

## Legături externe
- ru  Profil la Federația Rusă de Scrimă
- en  Profil Arhivat în 8 decembrie 2015, la Wayback Machine. la Confederația Europeană de Scrimă
- en Igor Turcin la Olympedia.org